# Дяченко Микола Олександрович
Дяченко Микола Олександрович (нар. 6 грудня 1896, хутір Романівка, Хорольський повіт, Полтавська губернія — †22 листопада 1921, містечко Базар, Базарська волость, Овруцький повіт, Волинська губернія) — санітар 4-ї Київської дивізії Армії УНР, Герой Другого Зимового походу.

## Біографія
Народився 6 грудня 1896 року на хуторі Романівка Хорольського повіту Полтавської губернії в українській селянській родині. Освіти не мав. Не належав до жодної партії.
В Армії УНР із 1920 року. Інтернований у табір міста Александров Куявський у Польщі. Під час Другого Зимового походу — санітар 4-ї Київської дивізії. Потрапив у полон 17 листопада 1921 року під селом Малі Міньки. Розстріляний більшовиками 22 листопада 1921 року у місті Базар.
Реабілітований 27 квітня 1998 року.

## Вшанування пам'яті
- Його ім'я вибите серед інших на Меморіалі Героїв Базару.